# Allée Rita-Thalmann
L'allée Rita Thalmann est une allée piétonne située dans le 13e arrondissement de Paris.

## Situation et accès
L'allée est située dans le jardin Biopark dont elle constitue l'allée centrale.
Ce site est desservi par la ligne 14 à la station de métro Bibliothèque François-Mitterrand.

## Origine du nom
L'allée a été nommée en hommage à l'historienne Rita Thalmann (1926-2013). 

## Articles connexes

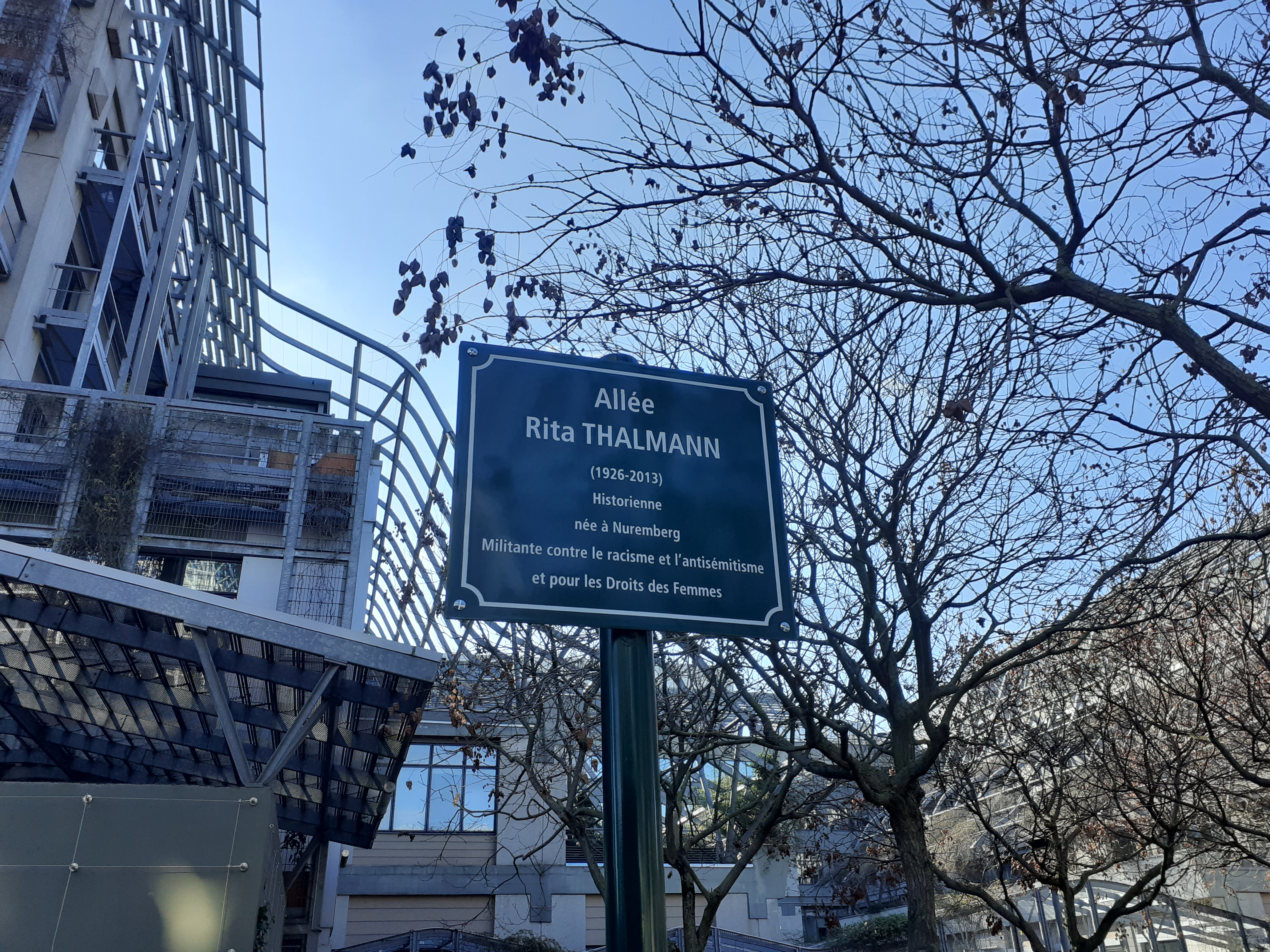
Plaque de l'allée.

## Historique
L'allée a été dénommée en 2016.

## Bâtiments remarquables et lieux de mémoire
- La rue Watt
- Les Grands Moulins de Paris
- Le Campus Paris Rive Gauche